# Gwanghwamun (metropolitana di Seul)
Gwanghwamun (광화문역 - 光化門驛, Gwanghwamun-yeok ) è una stazione della metropolitana di Seul della linea 5 della metropolitana di Seul. La stazione si trova nel quartiere di Jongno-gu, nel centro di Seul, direttamente sotto l'omonima piazza. Il sottotitolo al nome della stazione è Sejong Center (세종문화회관 - 世宗文化會館, Sejong Munhwa Hoegwan ).
Attorno alla stazione sono presenti diversi punti di interesse, nonché uffici governativi e ambasciate, e questo la rende la stazione più trafficata di tutta la linea 5. Nel mezzanino si trovano diversi negozi, e un negozio di merchandising della città di Seul.

## Linee
SMRT
● Linea 5 (Codice: 533)

## Struttura
La stazione possiede una banchina a isola con porte di banchina a protezione dei due binari passanti, e otto uscite in superficie.
| Direzione Sangil-dong/Macheon | ● Linea 5 | per Gongdeok, Yeouido, Gimpo Aeroporto e Banghwa  |
| Direzione Banghwa             | ● Linea 5 | per Jongno 3-ga, Wangsimni, Sangil-dong e Macheon |

## Stazioni adiacenti
| «         | Servizio | »           |
| Linea 5   | Linea 5  | Linea 5     |
| --------- | -------- | ----------- |
| Seodaemun | -        | Jongno 3-ga |